# Банда Джесси Эванса

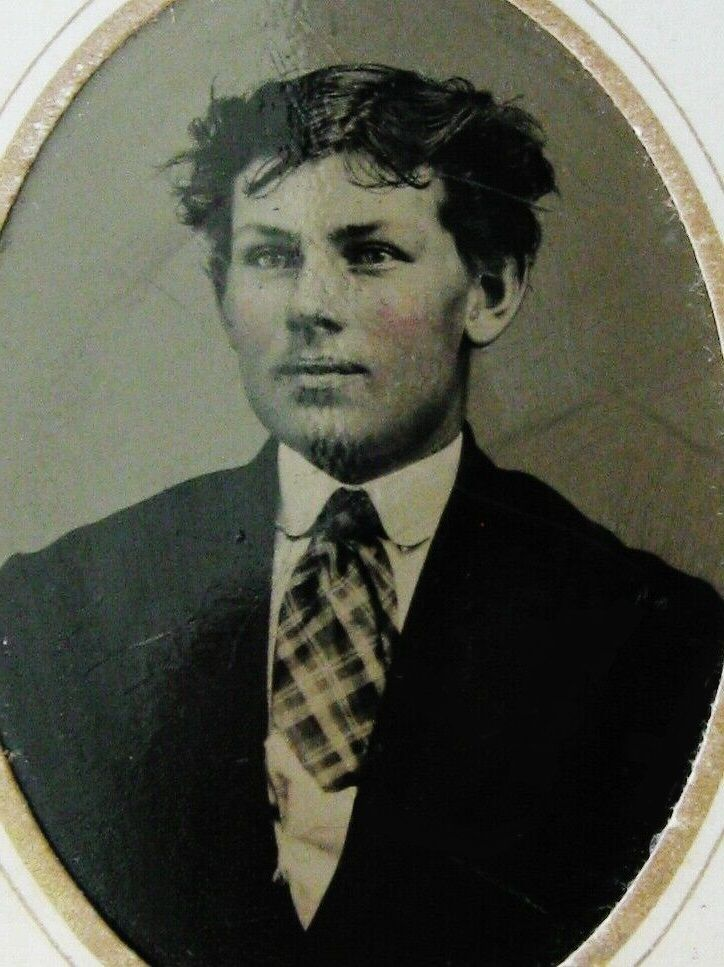
Джесси Эванс, главарь банды

Банда Джесси Эванса (англ. Jesse Evans Gang), также известная как «Мальчишки» (The Boys) — преступная группировка, действовавшая в период с 1876 по 1880 год на Территории Нью-Мексико. Была выделена из состава банды Джона Кинни, как самостоятельная группа под руководством бандита и ганфайтера Джесси Эванса. В основном занималась грабежами и угоном скота.

## 1876—1877
Первоначально Джесси Эванс, в 1875 году живя в Лас-Крусес, примкнул к банде Кинни, которая на тот момент была самым крупным преступным сообществом на Территории Нью-Мексико. Со временем Эванс и Кинни сблизились, и Эванс стал доверенным лицом главаря банды.
31 декабря 1875 года Кинни, Эванс, Джим Макдэниелс и Пони Дил подрались с солдатами кавалерии США из форта Селден в салуне в Лас-Крусес. Первоначально потерпев поражение в драке, бандиты были выброшены на улицу, но вскоре вернулись к салуну и расстреляли его через стены, убив двух солдат и одного гражданского. Ещё два солдата и один местный житель были ранены.
Кинни серьёзно пострадал в драке, ему было необходимо длительное лечение, и руководство бандой на некоторое время перешло к Эвансу. Пока Кинни лечился, Эванс решил сформировать собственную банду. Часть членов банды Кинни присоединилась к нему, в том числе: Билл Мортон, Фрэнк Бейкер, Джим Макдэниелс, «Баффало Билл» Спаун, Том Хилл, Боб Мартин, Николас Провенсио, Джордж Дэвис и «Индеец Мануэль» Сеговия. Хотя в истории они остались известны просто как банда Джесси Эванса, сами они называли себя «Мальчишками». Банда совершала убийства, многочисленные грабежи и угоны скота, действуя в основном на территории округа Линкольн.
Весной 1876 года Эванс и другие члены банды убили Панчо Круза, Романа Меса и Томаса Куэреле на ранчо Шедда в горах Сан-Августин, округ Донья-Ана. В том же году они совершили налёт на ранчо крупного скотовода Джона Чизума, на которого когда-то работал Эванс, а также на резервацию мескалеро-апачей.
Считается, что с начала сентября по начало октября 1877 года одним из членов банды был Билли Кид.

## Война в округе Линкольн
В ноябре 1876 года англичанин Джон Генри Танстелл прибыл в округ Линкольн, с целью начать новый бизнес при поддержке Джона Чизума и молодого юриста Александра Максуина. К тому времени округ политически и экономически контролировался Лоренсом Мёрфи и Джеймсом Доланом, владевшими там единственным магазином. К тому же, охотно скупая краденый скот, они заполучили контракт на поставки мяса с правительством США. Танстелл и его адвокат Александр Максуин были противниками их альянса. Мёрфи и Долан попытались выдавить их из бизнеса с помощью угроз и насилия. Компания «Мёрфи и Долан» наняла в качестве боевиков банду Джесси Эванса, банду Джона Кинни и отряд ранчеров, известный как «Воины семи рек», приказав им нападать на скот и пастбища Танстелла. Кроме того, Джеймс Долан подкупил представителей закона, в частности, шерифа Уильяма Брейди. Джон Танстелл нанял для охраны своего скота ковбоев, одним из которых был Билли Кид. Помимо экономических разногласий, фракции были разделены по этническому и религиозному признаку: люди Мёрфи были в основном католиками-ирландцами, а Танстелл и его союзники — английскими протестантами.
Противостояние привело к тому, что 18 февраля 1878 года Джон Танстелл был убит бандой Эванса, подосланной шерифом Брейди. Это преступление развязало Войну в округе Линкольн, ставшую самым кровавым гражданским конфликтом на Диком Западе. Многие жители округа были вовлечены в войну, поддерживая ту или иную из враждующих сторон, и история соперничества между Танстеллом и Мёрфи была лишь её частью. Кульминацией войны стала Битва за Линкольн (15-19 июля 1878 года). Одним из следствий этой войны также явилось создание банды Билли Кида. И хотя официально боевые действия между враждующими группами были прекращены в начале 1879-го, их отголоски звучали в округе ещё до 1881 года. Кроме убийства Танстелла, «Мальчишки» принимали активное участие в ряде боевых столкновений в ходе конфликта.
6 марта 1878 года «Регуляторы округа Линкольн», окружной отряд, сформированный из ковбоев Танстелла, захватил двух членов банды Эванса Билла Мортона и Фрэнка Бейкера. Мортон и Бейкер были убиты «Регуляторами» 8 или 9 марта; по версии «Регуляторов», при попытке к бегству, но большинство историков сходятся во мнении, что их казнили, не намереваясь предавать суду.
9 марта 1878 года Том Хилл и Джесси Эванс были застрелены при попытке ограбить погонщика овец недалеко от Туларосы. Хилл погиб, а Эванс был тяжело ранен.
4 апреля произошла новая стычка. «Регуляторы» приехали в поселение Блейзерс-Милл, намереваясь пообедать в местном ресторане. В это время там же появился член банды Эванса Эндрю «Картечь» Робертс. «Регуляторы», имея численное превосходство четырнадцать против одного, атаковали его, полагая, что легко с ним справятся. В схватке Робертс убил главаря «Регуляторов» Дика Брюэра, ранил Дока Скарлока, Джона Миддлтона и Джорджа Коу, нокаутировал Билли Кида и контузил Чарли Боудри, однако сам был ранен Коу и Боудри. «Регуляторы» отступили, но Робертс вскоре умер от полученных ран.
29 апреля 1878 года «Мальчишки» под командованием Эванса вместе с «Воинами семи рек» участвовали в засаде на Фрэнка Макнаба, возглавившего «Регуляторов» после смерти Брюэра. Макнаб был убит, «Регулятор» Эб Сондерс тяжело ранен, ещё один «Регулятор», Фрэнк Коу, захвачен в плен.
15-19 июля 1878 года банда Эванса участвовала в Битве за Линкольн.
18 февраля 1879 года Джесси Эванс и член банды Билли Кэмпбелл убили поверенного по имени Хьюстон Чэпмен в Линкольне. Чэпмен был нанят Сьюзан Максуин, вдовой Александра Максуина, погибшего во время Битвы за Линкольн, для того, чтобы добиться амнистии для «Регуляторов»; убийство Чэпмена стало последним крупным эпизодом войны.

## Конец банды
После убийства Чэпмена банда попыталась укрыться в Техасе, но техасские рейнджеры начали безжалостно преследовать их. В конце концов рейнджеры настигли банду, в том числе и Эванса, возле Президио-дель-Норте, Мексика, 3 июля 1880 года. В ходе завязавшейся перестрелки Эванс застрелил рейнджера Джорджа Бингхэма, а рейнджер Д. Т. Карсон был ранен другими членами банды. В свою очередь, рейнджер Карсон и рейнджер Эд Сикер застрелили Джорджа Дэвиса, а также ранили Джона Гросса, после чего бандиты сдались. Гросс был приговорён к длительному тюремному заключению, но отсидел менее четырёх лет. Джесси Эванс был приговорён к десяти годам заключения, из которых отбыл около трёх, совершив очередной побег из тюрьмы 23 мая 1882 года, после чего бесследно исчез.

## Известные члены
- Джесси Эванс (главарь; исчез после освобождения из тюрьмы в 1882 году. Человек по имени Джо Хайнс, выдававший себя за Эванса, объявился во Флориде в 1948 году, чтобы потребовать участок земли, оставленный после смерти младшего брата Эванса. Ему удалось выиграть суд по делу о наследстве, однако являлся ли он Джесси Эвансом документально зафиксировано не было);
- Уильям Мортон (убит «Регуляторами» у Блэкуотер-Крик, Нью-Мексико, 8 или 9 марта 1878 года);
- Фрэнк Бэйкер (убит «Регуляторами» у Блэкуотер-Крик, Нью-Мексико, 8 или 9 марта 1878 года);
- Эндрю «Картечь» Робертс (скончался от ран после перестрелки с «Регуляторами» в Блейзерс-Милл, Нью-Мексико, 4 апреля 1878 года);
- Том Хилл (убит овцеводом 9 марта 1878 года недалеко от Туларосы, Нью-Мексико);
- Джордж Дэвис aka Долли Грэм (убит техасскими рейнджерами 3 июля 1880 года в горах Чинати[англ.], Техас);
- «Индеец Мануэль» Сеговия (убит «Регуляторами» 19 мая 1878, Севен-Риверс, Нью-Мексико);
- Джим Макдэниелс (скончался от естественных причин около 1950 года);
- Дик Ллойд (убит в Аризоне в начале 1880-х годов);
- Пони Дил (отправился в Тумстон, Аризона, и сыграл заметную роль во время вражды между Айком Клэнтоном[англ.] и Уайеттом Эрпом; пропал без вести около 1888 года);
- Джон Лонг (отправился в Аризону, где его следы затерялись);
- Джордж «Баффало Бил» Спаун (ничего не известно о его жизни после Войны в округе Линкольн);
- Николас Провенсио (ничего не известно о его жизни после Войны в округе Линкольн);
- Боб Мартин (осуждён за вооруженное ограбление в Эль-Пасо, Техас, в 1878 году; после освобождения переселился в округ Кочис, Территория Аризона);
- Уильям «Кудрявый Билл» Броциус[англ.] (погиб в перестрелке 24 марта 1882 года в Айрон-Спрингс, Территория Аризона);
- Роско Баррелл (ничего не известно о его жизни после Войны в округе Линкольн);
- Серафин Арагон (ничего не известно о его жизни после Войны в округе Линкольн);
- Понсиано Домингес (ничего не известно о его жизни после Войны в округе Линкольн);
- Билли Кэмпбелл (ничего не известно о его жизни после Войны в округе Линкольн);
- Джон Селмен[англ.] (впоследствии сформировал банду «Скауты Селмена»; убит в перестрелке маршалом США Джорджем Скарборо в Эль-Пасо, Техас, 5 апреля 1896 года).
- Чарли Боудри (покинул банду в середине августа 1877 года, впоследствии стал одним из основных бойцов «Регуляторов» и членом банды Билли Кида; застрелен отрядом Пэта Гарретта в Стинкинг-Спрингс, Нью-Мексико.)